# Styx Creek (rivière)
 (février 2025).
Styx Creek est un petit cours d’eau naturel de taille moyenne de la région de Central Otago situé dans l’Île du Sud de la Nouvelle-Zélande.

## Situation
Il s’écoule dans la vallée et se déverse dans le fleuve Taieri près de la localité de Paerau, à environ 70 kilomètres (43,49598344 mi) au nord-ouest de la cité de Dunedin .

## Toponymie
Il reçut le nom de Styx donné par John Turnbull Thomson (1821–1884) géomètre en chef de la province d’ Otago d’après la mythologie, le nom de Styx est celui d’une des cinq rivières, qui convergent vers le centre du monde grecque sous-terrain, formant un grand marais, qui parfois est lui aussi appelé le Styx.
Dans le district de Paerau, en amont de la confluence du fleuve Taieri avec le Styx creek, le fleuve Taieri était traversé à gué par la Old Dunstan Road (en) (Dunstan Trail), qui fournissait la route la plus directe au XIXe siècle pour aller de la cité de Dunedin jusque vers les champs aurifères de Central Otago. Le chemin traverse la chaîne de  Rock and Pillar  à partir de Clark's Junction (près de Middlemarch) et en descendant dans Upper Taieri, alors qu’il croise le fleuve Taieri. À l’origine, un nouvel arrêt pour la nuit était nécessaire en venant de Dunedin (après Clark's Junction), son importance justifiait la présence de deux hôtels fonctionnant de chaque côté de la rivière, en cas d’inondation . À côté de l’un de ces hôtels se trouvaient une étable et une prison.
Ce village était situé sur une saillie aux dépens des terres plates , initialement bordées des trois côtés par la rivière , et sur le quatrième par des falaises abruptes et entourant la zone connue sous le nom de "The Styx".
Quand de l’or fut découvert au niveau de Central Otago, le gouvernement provincial fut rapide à prendre la responsabilité de déplacer le précieux métal en sécurité vers la ville de Dunedin.
Quand ils utilisaient la ‘Old Dunstan Road’ un arrêt de nuit était habituellement fait au niveau de  .
Il en résulta la construction d’une écurie en pierre construit en pierre en 1860 pour accueillir les chevaux de l’escorte de l’or et d’autres voyageurs, qui logeaient au niveau de l’hôtel Styx, qui était situé la porte suivante.
En gardant ce nom, l’hôtel qui avait gardé son nom, avait un à proximité du bar, réservé pour le passeur qui traversait la rivière pour l’autre monde sous-terrain.
La prison en pierre à proximité fut construite en 1860 et while it may have housed some prisoners in transit or an occasional local troublemaker it was mostly used by the gold escort to store the gold overnight. The strongbox that contained the gold was secured to the inside wall by chains.
L’ouverture d’autres routes qui s’avérèrent plus longues mais ouverte toute l’année et le chemin de fer de la ligne de Otago central et vers Alexandria causa la perte de l’usage de la ‘Old Dunstan road et donc le la nécessité de traverse le Styx.
Les étables et la prison de même que l’hôtel  existent toujours 